# Seacom

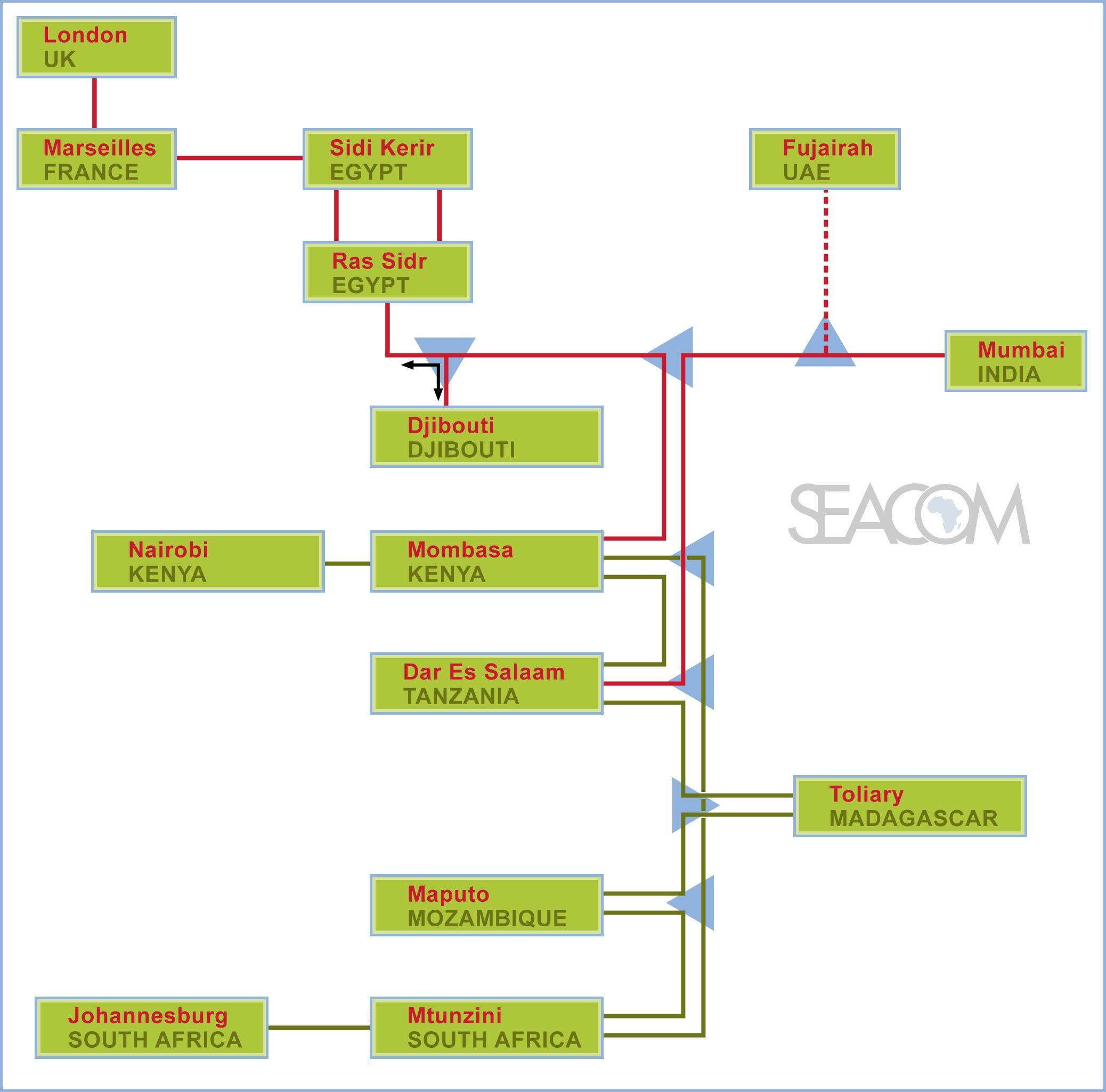
Plan du réseau Seacom

Le Seacom est un câble sous-marin de l'océan Indien reliant l'Afrique du Sud au Kenya, en service depuis 2009.
Il relie Madagascar, Mozambique, Tanzanie, Kenya, Afrique du Sud, Égypte.

## Source
1. ↑  
http://www.agenceecofin.com/equipement/0104-4166-la-fibre-optique-est-en-passe-de-transformer-la-donne-en-afrique